# Goochland (Virginia)
Goochland es un lugar designado por el censo situado en el condado de Albemarle, Virginia  (Estados Unidos). Según el censo de 2010 tenía una población de 976 habitantes.

## Demografía
Según el censo de 2010, Goochland tenía una población en la que el 84,6% eran blancos; el 9,6% afroamericanos; el 0,6% eran indios americanos y nativos de Alaska; el 2,4% eran asiáticos; el 0,0% hawaianos y otros isleños del Pacífico; el 0,3% de otra raza, y el 2,4% a partir de dos o más razas. El 2,6% del total de la población eran hispanos o latinos de cualquier raza.